# Лињана
Лињана (итал. Lignana) је насеље у Италији у округу Верчели, региону Пијемонт.
Према процени из 2011. у насељу је живело 519 становника. Насеље се налази на надморској висини од 137 м.

## Становништво
Према резултатима пописа становништва 2011. у општини је живело 579 становника.
| 1936. | 1951. | 1961. | 1971. | 1981. | 1991. | 2001. | 2011. |
| ----- | ----- | ----- | ----- | ----- | ----- | ----- | ----- |
| 1.401 | 1.326 | 1.043 | 684   | 559   | 480   | 543   | 579   |